# Weitershausen (Adelsgeschlecht)

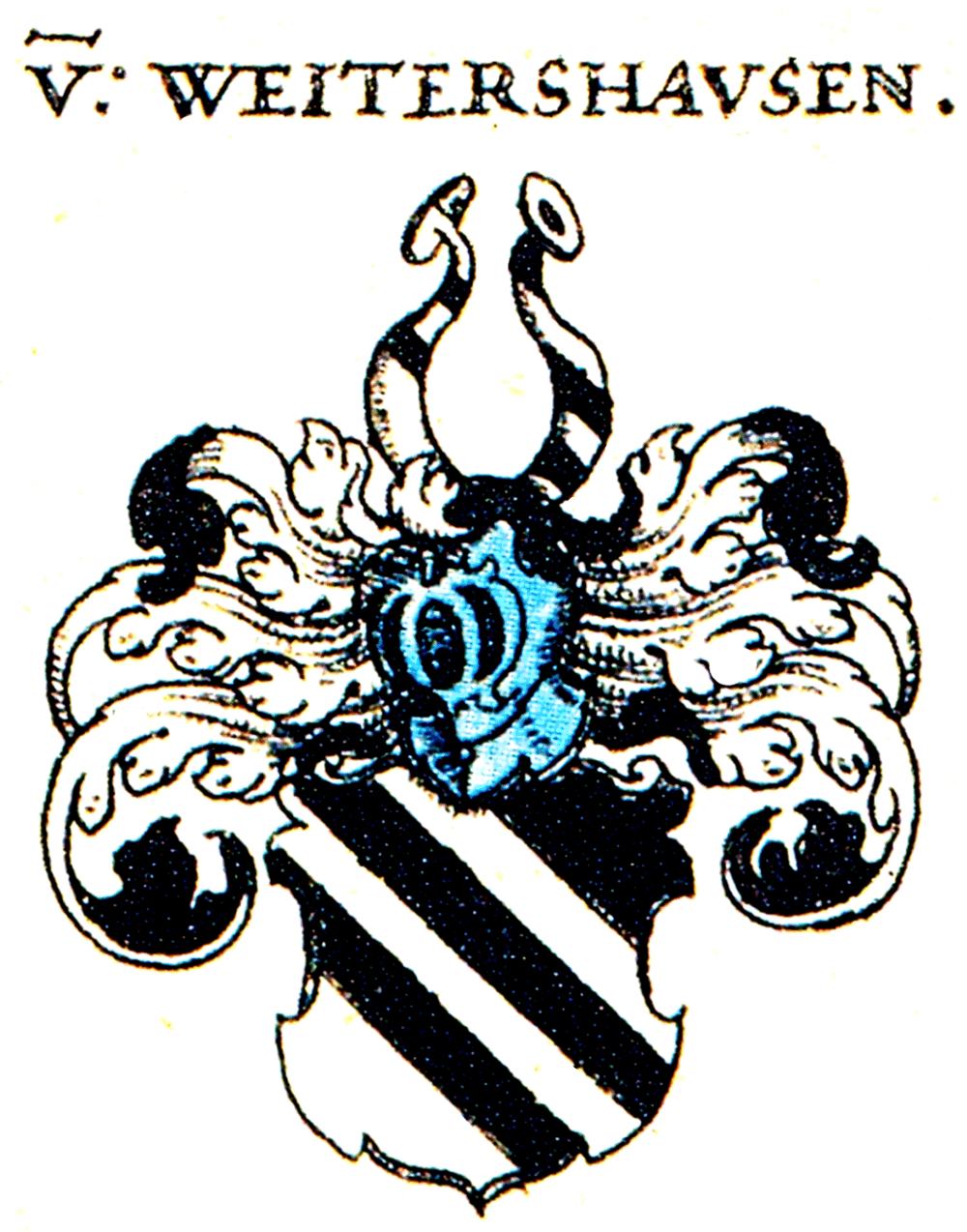
Wappen derer von Weitershausen in Johann Siebmachers Wappenbuch von 1605 bei der Ritterschaft in Hessen; es besteht eine Stammes- und Wappenverwandtschaft zu den ebenfalls hessischen von Döring

Die Wäppener von Weitershausen oder von Wittershausen waren eine niederadelige Familie, die ihren Ursprung im hessischen Weitershausen bei Marburg hatte. Familienmitglieder stellten Vasallen der Abtei Hersfeld – einer ursprünglich ziegenhainischen, ab 1432 landgräflich hessischen Vogtei –, waren ziegenhainische Landsassen sowie nassau-weilburgische, landgräflich hessische, herzoglich württembergische, fürstabtlich fuldische, fürstbischöflich würzburgische, fürstbischöflich bambergische und kurmainzische Ministeriale. Sie waren eng mit der Deutschordensballei Hessen verbunden, die ihren Sitz in Marburg hatte.

## Wäppener von Weitershausen mit den Schrägbalken
Die Weitershausen mit den Schrägbalken im Wappen bewohnten bis 1528 die Wasserburg Elnhausen bei Marburg, deren Gräben teilweise noch erhalten sind. Sie teilten sich den Kirchsatz zu Elnhausen mit den von Döring.
Ein Marburger Burgsitz der Familie Weitershausen befand sich an der heutigen Landgraf-Philipp-Str. 4 neben dem Hosenhof. Er wurde 1572 von Landgraf Philipp I. von Hessen den „Gevattern“ (Großonkel und Großneffe) Sittich und Georg von Weitershausen zu Merzhausen für 300 Gulden abgekauft und musste 1573 dem Bau der landgräflichen „Neuen Kanzlei“ weichen.

### Stammliste
Cunradus von Weitershausen (Cunradus de Wintershusen) (* um 1190; † nach 1227), Ritter (miles)
1. (Sohn) (* um 1220; † nach 1255)
  1. Conrad von Weitershausen (* um 1255; † vor 1321),[7] Ritter, ⚭ um 1280 Osterlindis von Buseck (* vor 1275 in Gießen; † nach 1321),[7] Tochter von Ritter Senand von Gießen (Gyzen) genannt von Buseck (Buchsecke) († nach 1296), Burgmann in Gießen, und Paulina von Dernbach (* vor 1245; † 1290/96), einer Enkelin des Ritters Konrad von Dernbach (* vor 1190; † nach 1233), der 1233 den Mordanschlag auf Konrad von Marburg anführte
    1. Paulina von Weitershausen († nach 1339),[7][8] ⚭ Ritter Johann genannt Groppe von Bellersheim († nach 1321),[7] wohnhaft in Münzenberg,
    2. Konrad von Weitershausen († vor 1290)
    3. Gisilbert (Gylbracht; Gilbs) von Weitershausen (Wytirshusen) († 1333/39),[7] Wäppeling, ⚭ Elisabeth[7] von Bleichenbach, 1333 verkauften „Gilbreht von Wytershusin unde … Elsebeth“ mit Einverständnis von Gisilberts Bruder Kraft, dessen Frau Elsebete und seiner Schwester Pauline Güter und Rechte in Sinkershausen, Bellnhausen, Dausenbach, Gontershausen, Herzhausen und Damshausen[8]
      1. Johann von Weitershausen genannt von Bleichenbach († nach 1385),[9][4][10] Weppener, baute um 1356 die Badenburg, auch „Johann von Badenburg“ genannt, ⚭ Serge (Soerge, Serie) N. († nach 1377)
      siehe weiter → Weitershausen-Bleichenbach genannt Badenburg
      2. Konrad von Weitershausen genannt von Bleichenbach († nach 1373);[9] die Brüder Johann und Konrad von Weitershausen sowie Bechtold von Weitershausen (→ siehe unten) und seine Brüder gaben 1357 ihre Zustimmung zum Gütertausch zwischen dem Altenberger Hof zu Dagobertshausen und der Kirche zu Elnhausen, deren Patrone sie zusammen mit ihren Vettern Kraft und Eberhard Döring (→ siehe unten) waren;[4]
      3. Widekind von Weitershausen genannt von Bleichenbach († nach 1375),[9] verkaufte 1373 als Priester zusammen mit seinen Brüdern für 9 Mark ein kleines Gut in Sinkershausen an Ludwig von Bicken, Priester zu Gladenbach; 1375 war „Wydekynd von Withershusen“ Altarist zu Groß-Linden
      4. (nach einigen war Gisilbert von Weitershausen auch der Vater von Thamme (Damian) I. von Weitershausen)
      → siehe jedoch unten

    4. Kraft I. von Weitershausen (* um 1300; † 1339/46),[7][8] Wäppener, stimmte 1333 als einer der Kirchenpatrone von Elnhausen einem Gütertausch in Dagobertshausen zu,[11] ⚭ 1321/39 Elsbeth (Elsebete) von Buseck (* vor 1310; † nach 1346),[8] verkaufte 1339 mit Zustimmung seiner Frau und seiner Schwester Pauline ihr Gut zu Weiershausen (Wygirshusin)[12]
      1. Bechtold von Weitershausen (Wytirzhusin) († 1378/96),[13][4][14] ⚭ N. N.
        1. Else von Weitershausen († nach 1378), ⚭ Johann von Sarnau (Sarnaüwe),[13] Sohn des Gottschalk von Sarnau (Sarnowe)

      2. Wigand I. von Weitershausen (* vor 1326; † vor 1397),[4] ⚭ Lukard N. (* vor 1377; † nach 1410)
        1. Katharina von Weitershausen (* um 1349), ⚭ Damian von Hohenfels
        2. Johann III. (Henne) von Weitershausen (* vor 1360; † nach 1424),[15] seit 1398 Amtmann zu Blankenstein, ⚭ Grete von Seelbach genannt Zeppenfeld († nach 1424)[15]
          1. Kraft II. von Weitershausen (* vor 1430; † 1474/90),[15] ⚭ I. N. von Hebel, ⚭ II. vor 1454 Bede Groppe von Bellersheim (* um 1430; † nach 1454), beteiligte sich 1449 im Ersten Markgrafenkrieg an Seite des Landgrafen Ludwig von Hessen mit einem Fehdebrief gegen die Stadt Nürnberg,[16] verkaufte 1454 mit seiner Frau Bede den vom Schwiegervater geerbten Teil des Zehnten zu Wasserlos,[17] 1457 durch das Hochstift Fulda mit einem ehemaligen Lehen derer von Bellersheim in Berstadt belehnt[18]
            1. Wigand III. von Weitershausen († 1496/1522),[15][19] hessischer Küchenmeister
            2. (nach einigen war Kraft II. von Weitershausen auch der Vater der Katherine von Weitershausen ⚭ Grebe)[20][21] (→ siehe unten)

          2. Wigand II. von Weitershausen († 1484/90),[15] ⚭ N. Schabe[22] zu Staufenberg
            1. Johann IV. von Weitershausen († 1490/1501)[15]
            2. Richwin von Weitershausen (* um 1465; † 1512/24),[15] ⚭ I. Agathe von Utzlingen, ⚭ II. N. von Utzlingen, 1511 im Lehnsbesitz der Burg Bromberg;
      siehe weiter → Weitershausen genannt Richwin zu Bromberg
            3. Katherine von Weitershausen († nach 1526),[21] Vorfahrin von Johann Wolfgang von Goethe, ⚭ um 1486 Konrad Grebe († 1501/22) aus Marburg, Schultheiß zu Ebsdorf und zu Frauenberg-Wittelsberg
              1. Hedderich (Heiderich) Grebbe († nach 1527), Pfarrer in Kirtorf,[21] 1527 an die neugegründete Universität Marburg berufen
              2. Heinrich (Henritze) Grebe († 1547/48) zu Elnhausen, Rentmeister
              3. Hermann Grebe (* um 1490; † um 1548)
                1. Hermann Grebe (* um 1522; † 1576), Verwalter des Deutsch-Ordens-Hauses zu Lollar und Staufenberg, Gastwirt, Epitaph mit Doppelwappen Grebe-Weitershausen (mit den Schrägbalken) in der Sakristei der Evangelischen Pfarrkirche zu Kirchberg[23]

        3. Hermann von Weitershausen[24]
          1. Christine von Weitershausen († 1481), Vorfahrin von König Willem-Alexander der Niederlande, König Felipe VI. von Spanien und Charles III. von Großbritannien, ⚭ Sittich I. von Berlepsch (* 1436; † 1470)
            1. (u. a.) Sittig II. von Berlepsch († um 1513) zu Ludwigstein, wurde 1496 als „Onkel“ Wigands (III.) von Weitershausen bezeichnet, der dessen Lehen in Urleben erhalten soll,[19] ⚭ Gesa von Oldershausen

      3. Thamme (Damian, Damme) I. von Weitershausen (Wyttershausen) (* um 1340; † nach 1410),[4][25][26] Schultheiß von Marburg
        1. Henne (Johann) von Weitershausen (* vor 1370; † nach 1426)[25] aus Marburg, ⚭ 1395 in Marburg Alheid (Adelheid) von Breidenbach genannt von Breidenstein (* um 1380), Tochter von Konrad von Breidenbach, erhielt zur Mitgift als ziegenhainische Lehen den Zehnten von Halsdorf, Wolferode und Wambach[27]
          1. Dorothea von Weitershausen
          2. Senand von Weitershausen (* um 1410; † 1478),[28] Geheimer Rat, Burgmann, ⚭ um 1440 in Marburg Margarethe von Scheuernschloß (Schurensloß);
      siehe weiter → Weitershausen zu Rauschenberg
          3. Thomas (Damm, Dom, Damure) II. von Weitershausen († um 1489),[28] ⚭ Lisa von Rückershausen zu Merzhausen;
      siehe weiter → Weitershausen zu Merzhausen

        2. Catherina von Weitershausen († nach 1396),[25] ⚭ Ludwig „der Dürre“ von Hohenfels d. J. (* 1339; † 1404)[25][29] zu Amönau
        3. Else von Weitershausen († nach 1396),[29] ⚭ Heinrich von Hohenfels (* 1339; † nach 1398)[25] zu Niederasphe

      4. (wahrscheinlich) Dietrich von Weitershausen,[30] ⚭ Elisabeth[30]
        1. Dietrich von Weitershausen oder Wittershausen (* vor 1380; † 1437/38),[30] von 1413 bis 1416 Komtur des Deutschen Ordens in Marburg und als Dietrich II. von 1416 bis 1420 Deutschmeister in Mergentheim, 1419 wurde angemerkt, dass er mit Gerlach von Breidenbach[25] verschwägert war[31]

    5. Johannes von Weitershausen († 1290/1321)
    6. Senand von Weitershausen († 1318)
    7. N. (Tochter) von Weitershausen, ⚭ N. Döring, Eltern von Kraft Döring († nach 1357)[4] und Eberhard Döring († nach 1357)[4]

#### Weitershausen-Bleichenbach genannt Badenburg
Anschluss → siehe oben.
Johann von Weitershausen (Witershusen) genannt von Bleichenbach (Bleyenbach) († nach 1385), Weppener, ⚭ Serge (Soerge, Serie) N. († nach 1377); erhielt 1353 von Heinrich I. von Isenburg-Büdingen († 1378) neu gerodetes Land und Ackerland im Wiesecker Wald, Landgraf Heinrich II. von Hessen verpfändet ihm um 1354 die Hälfte des Dorfes Großen-Linden, damit Johann dort auf Kosten des Landgrafen eine Burg errichten sollte, baute um 1356 die Badenburg bei Wieseck bzw. Wißmar (Wysemar), 1356/58 von Graf Johann I. von Nassau-Weilburg-Merenberg und Landgraf Heinrich II., später auch vom Mitregenden Landgraf Hermann II. von Hessen mit der Wohnung am Rain (= Ufer) am Badenberg belehnt, die unter der gemeinsamen Lehnsherrschaft von Hessen und Nassau stand, 1377 von Johanna von Saarbrücken, Gräfin von Nassau, Frau zu Merenberg, und ihrem Sohn Philipp I. von Nassau-Saarbrücken-Weilburg belehnt
1. Friedrich von Weitershausen genannt von Bleichenbach († nach 1399), wurde 1399 zusammen mit Gerlach von Breidenbach und seinem Bruder Kraft von Weitershausen Gefolgsmann des Grafen Johann I. von Nassau-Dillenburg,[38] ⚭ vor 1396 Amabilie (Bilge) von Helgenberg (Heiligenberg) genannt von Olfe (Ulfa) († nach 1396) aus Großen-Buseck,[39] Tochter des Craff (Crafto) II. von Heiligenberg genannt von Olff († nach 1399)[40]
2. Kraft von Weitershausen († 1437/38),[41] 1399 Mann des Grafen Johann I. von Nassau-Dillenburg,[38] verkaufte 1409 seine Güter zu Münzenberg an den Grafen Bernhard II. von Solms-Braunfels († 1459), 1430 von Philipp II. von Nassau-Saarbrücken-Weilburg mit der Badenburg belehnt[42]
  1. Johann (Henn)[41] von Witerßhuesen (Wyttershusen) genannt Badenburg († nach 1450), Deutschordens-Ritter, Komtur zu Ibersheym, 1442 urteilte Graf Johann II. von Ziegenhain und Nidda in einem Streit zwischen den Weitershausen genannt von der Badirburg und den Reifenberg einerseits, Eberhart Wais von Fauerbach andererseits wegen strittiger Güter zu Rockenberg und Oppershofen,[43] um 1445 Streit bei Wiesbach und Fehde mit dem Gesandten des Deutschen Ordens Andreas Ruperti († 1447),[44] aus der Ballei Koblenz[45] in das Kloster Arnstein zu Abt Ortlieb Donner von Lohrheim (reg. 1420/21 bis 1445; abgesetzt) oder Abt Siegfried Loener von Laurenburg (reg. 1445 bis † 1447) geflohen
  2. Dietrich von Weitershausen genannt Badenburg („Dyderich von Witerßhußen genant (sic!) Badenburgk“) (erwähnt 1414, † 1466/70), von Philipp II. von Nassau-Saarbrücken-Weilburg 1438[41] und von Landgraf Ludwig I. von Hessen[46] mit der Wohnung an der Badenburg belehnt, gab das Lehen zugunsten seines Schwiegersohns Gerhard Ruszer von Buseck zurück, 1462 verkaufte Dietrich von Weitershausen die Bissenberger Hardt an Graf Otto II. von Solms-Braunfels (1426–1504).[47]
    1. (vermutlich) Dietrich von Weitershausen (Dietherich von Witerßhusen) genannt Badenburg († nach 1479), 1473 nassauischer Burgmann zu Mengerskirchen, Erbburgmann zu Butzbach, 1479 Burgmann zu Eppstein
    2. Sophie von Weitershausen genannt von der Badenburg († 1461/66), ⚭ Gerhard (Gerd) von Buseck genannt Rüsser († 1474), erhielt 1456/59 die Hälfte der hessischen[46] und nassauischen[48] Lehen des Dietrich von Weitershausen mit der Wohnung an der Badenburg und zusammen mit seiner Tochter Lyse von Buseck 1466 von Landgraf Heinrich III. von Hessen das weitershausensche Burglehen in Gießen und Wieseck[49]
      1. Liese (Elisabeth) von Buseck († um 1531), ⚭ Heinz von Ehringshausen († nach 1531), 1531 von Landgraf Philipp I. von Hessen mit dem Gießener Burglehen belehnt[50]

    3. (unsicher) Craft von Badenburg, 1495 Burghaus in Gießen

  3. Anna von Weitershausen († nach 1460), ⚭ Heinrich (V.) von Weitershausen (Wyterßhuyßen) „der Junge“ (* vor 1390, † 1466/67), Edelknecht, Schwager Johanns von Weitershausen genannt Badenburg bzw. von Badenburg
3. (vermutlich)[51][9] Wittekind von Wittershausen († nach 1452), setzte sich 1431 gegen Hartmann von Biedenfeld († 1450) durch und erhielt als Nachfolger des Eberhard Münch von Rosenberg († 1429)[52] eine Domherren-Präbende in Mainz, Pfarrherr in Langgöns (Longunsz) und Großen-Linden[53]

Der letzte Lehnsträger der Badenburg aus der Familie Weitershausen wird rückblickend in Lehnsbriefen für die Familie Weitolshausen genannt Schrautenbach 1539 fälschlich als Dietrich von „Weydelßhausen“ und 1638 als „Dieterich von Weitolshaussen genant (sic!) Badenburg“ bezeichnet. Das Lehen kam jedoch erst in den Besitz der Weitholshausen genannt Schrautenbach – die von den Weitershausen zu unterscheiden sind –, als Philipp Rode (Roth von Burg Schwalbach) († 1531) es 1523 an den hessischen Rat Balthasar von Weitolshausen genannt Schrautenbach († 1529) verkaufte.

#### Weitershausen zu Rauschenberg
Anschluss → siehe oben.
Senand (Senater) von Weitershausen (* um 1410; † 1478), beteiligte sich 1449 am Ersten Markgrafenkrieg gegen Nürnberg, Geheimer Rat, Burgmann, 1460 hessischer Küchenmeister, die Landgrafen Ludwig und Heinrich III. von Hessen und Kanzler Hermann Körper († 1463) verwandten sich bei Graf Wilhelm III. von Henneberg-Schleusingen um die Verleihung eines hennebergisch-ziegenhainischen Lehens zu Rauschenberg an ihn, 1467 Hofmeister der Landgräfin Anna von Katzenelnbogen, der Frau Heinrichs III., ⚭ um 1440 in Marburg Margarethe von Scheuernschloß (Schurensloß), 1466 „Hofmeisterin“
1. Johann von Weitershausen (* um 1445; † nach 1516) zu Rauschenberg, Burgmann, 1475 als Verteidiger des belagerten Neuss verletzt, 1476 Teilnahme am Zug nach Volkmarsen, 1492 mit einem Burgsitz und Haus zu Rauschenberg sowie mit den Zehnten zu Emsdorf und einem Hof und der Samtwiese zu Halsdorf belehnt,[57] 1502 Pfandinhaber der hennebergischen Hufe zu Rauschenberg,[58] 1494 mit einem Anteil an einer nassauischen Rente aus dem Amt Gleiberg belehnt,[59] 1495, 1506 Stiftsmarschall (Prokurator) der Abtei Hersfeld, als Prokurator im Streit mit Dekan Johannes Heger († 1517) von St. Georg in Köln,[60] schloss 1512 einen Vergleich mit seinem Schwager Abt Volpert Riedesel zu Bellersheim (reg. 1493–1513), dass er für geleistete Dienste ein Jahr Einkünfte von Burg und Amt Landeck erhalten sollte, ⚭ um 1474 Margarethe Riedesel,[61] die Mitgift war ein Gut in Rauschenberg
  1. (vermutlich) Heinrich von Wittershausen (* um 1480/85 † nach 1518), 1496 als „Henr. Wittersshusen de Marchburg“ an der Kölner Artistenfakultät immatrikuliert, 1502 („Henrich Witershußen“), 1506 Sekretär des Landgrafen Wilhelm II. von Hessen, nimmt mit Zustimmung des Landgrafen unter Belassung seiner Sekretärsstellung (wieder) ein Studium auf,[62] 1506 immatrikuliert in Tübingen, juristisches Lizenziat, 1511 Assessor am Marburger Hofgericht, 1511 Gesandter zum Reichstag in Augsburg (bei dem es zu keiner Verhandlungsaufnahme kam), 1514 Aufnahme als Rat mit zwei Pferden am Hof, in der Kanzlei und am Hofgericht,[63] im selben Jahr nach der so genannten „Treysaer Einigung“ entlassen, 1515 bis 1518 Assessor am Reichskammergericht
  2. Christian von Weitershausen (* um 1486; † 1552/67) zu Rauschenberg und Wambach, 1521 auf dem Wormser Reichstag, 1522, 1542 landgräflich hessischer Futtermarschall, Haushofmeister (Kammermeister), 1530 auf dem Reichstag zu Augsburg,[64] Burgmann, kaufte Güter in Nieder-Mörlen von seinen „Schwägern“ Albrecht und Cuno von Dernbach,[65] ⚭ I. vor 1516 Elisabeth von der Tann,[66] ⚭ II. nach 1538 Sophie von Hebel (Vyhe von Heybilde; Fyge) († vor 1554), Tochter des Cyriax von Hebel, 1542, 1548 erwähnt,[67] ehemalige Nonne aus dem Kloster Ahnaberg, Witwe des Kanzleischreibers Walter Fischer genannt Walter († um 1538) aus Kassel
    1. Balthasar (Baltzer) von Weitershausen (* um 1510; † 1584)[68][69] zu Rauschenberg, Mundschenk von Landgraf Philipp von Hessen und 1569 Rentmeister zu Rauschenberg, ⚭ I. um 1533 Anna von Hebel (* um 1512; † vor 1548) aus Malsfeld, ⚭ II. vor 1548 Anna Grebe († 1570/72), Witwe des Lorentz Kirchhoff,[68] Urenkelin des Landgrafen Heinrich III. von Hessen, ⚭ III. 1572/82 Elisabeth Zütze († 1584), Witwe von Johann Boltz († 1557/58) aus Wetter und Hermann Pincier († 1570)
      1. (aus ⚭ I.) Kunigundt von Weitershausen (* vor 1548; † 1597),[68] ⚭ vor 1568 Hans Grebe († 1597), Ratsverwandter in Battenberg, Epitaph in der Kirche in Battenberg
      2. (aus ⚭ II.) Conrad (Curt) von Weitershausen (* um 1550; † 1585/88),[70][68] Rentmeister zu Rauschenberg, ⚭ Anna Fett, Grabplatte an der Nordwand des Friedhofs Rauschenberg[71]
        1. Johann von Weitershausen (* um 1578; † 1607), ⚭ 1593 Barbara Elsner[72]
      siehe weiter → Weitershausen zur Niedling – A.
        2. Philipp von Weitershausen († vor 1586)
        3. Christian von Weitershausen († nach 1586)
        4. Nikolaus von Weitershausen († vor 1586)
        5. Caspar von Weitershausen († nach 1586)
        6. Helmrich von Weitershausen († nach 1586)
        7. Conrad von Weitershausen († vor 1586)
        8. Johannes von Weitershausen († vor 1586)
        9. Katharina von Weitershausen († nach 1634), ⚭ 1604 Bede-Erheber Georg Deinhard (* um 1573; † 1621),[73] Bruder des Vizekanzlers der Landgrafschaft Hessen-Kassel Helfrich Deinhard (1582–1646), Söhne von Peter Deenhard (* um 1548; † nach 1612), Rentmeister in Marburg, und Dorothea Herder

      3. (aus ⚭ II.) Anna Weitershausen (* 1535; † 1598/1600)[70][68] zu Rauschenberg, ⚭ um 1588 in Rauschenberg Conrad (Curth) Lauck (* um 1530; † 1591)[70] aus Frankenberg, Kaufmann, Schöffe, Ratsherr, Stadtkämmerer, Bürgermeister, älterer Bürgermeister, Epitaph an der Nordwand des Friedhofs zu Rauschenberg;[74] Vorfahren von Johann Anton Merck (1756–1805)
      4. Elisabeth von Weitershausen (* um 1541; † 1603/10),[70][68] ⚭ I. 1563 Henrich Pincier, ⚭ II. 1579 Johann Greineisen († nach 1590)[70]
      5. Sophia von Weitershausen († vor 1610),[68] ⚭ Magnus (Sinolt genannt) Schütz
      6. Margreth von Weitershausen (* vor 1570; † nach 1623),[70][68] ⚭ 1587 Henrich Leudenroth,[70] Schultheiß zum Kirchhagen
      7. (Stieftochter aus ⚭ III.) Anna von Weitershausen oder Anna Boltze (* vor 1558; † nach 1584),[75] ⚭ Bartholomäus Grenzenbach (* um 1535; † 1583) aus Treysa, Pfarrer in Laasphe

    2. Curt (Conrad) von Weitershausen (* um 1518; † vor 1570), ⚭ Juliane von Riedesel († nach 1595) zu Josbach (⚭ II. Dietrich von Lehrbach († vor 1580)); von den Töchtern aus der Verbindung lebten 1570 noch zwei
      1. Margreth von Weitershausen (* um 1550)
      2. Elisabeth von Weitershausen (* um 1558)
      3. Anna Judith von Weitershausen (* um 1560; † 1583), ⚭ 1581 Christoph von Merlau († 1584/93; ⚭ I. Mechthilde von Gilsse († nach 1556)), Sohn des Heinrich von Merlau

  3. (vermutlich) Anna von Weitershausen (Withershusen, Witterßhusen) († nach 1519), ⚭ vor 1513 Hilpert Schad († nach 1525) von Leibolz,[76] Franz von Sickingen forderte die Stadt Hersfeld 1522 auf, sich mit ihm zu vergleichen,[77] „Hilpert Schad von Leybols genant … im stift Heresveld“ nahm 1525 als Hauptmann des Bischofs von Würzburg am fränkischen Bauernkrieg teil[78]
  4. (vermutlich) Dorothea[79] (Orthia; Ottilie) von Weitershausen († 1542), ⚭ I. Kurt von Reckrod, ⚭ II. 1512 Asmus (Erasmus) II. von Baumbach (1461–1523),[76] hersfeldischer Amtmann in dem verpfändeten fuldischen Amt Fürsteneck[80]
2. Gerhard von Weitershausen († nach 1494), 1494 mit einem Anteil an einer nassauischen Rente aus dem Amt Gleiberg belehnt[59]

#### Weitershausen zu Merzhausen
Anschluss → siehe oben.
Thomas (Damm, Dom, Damure, Tammo, Thamme, Damian) II. von Weitershausen († um 1489), beteiligte sich 1449 am Ersten Markgrafenkrieg gegen Nürnberg, 1453 im Pfandbesitz der Burg Staufenberg, auch im Pfandbesitz von Willingshausen, das seine Erben an Johann Schwertzel verkauften, ⚭ Lisa von Rückershausen, als Schwiegersohn und Nachfolger des in Merzhausen wohnhaften Engelbrecht von Rückershausen († nach 1458) mit einem Drittel an Schloss Merzhausen und dem Zehnten zu Riebelsdorf belehnt, 1461 verkauften Damme von Weitershausen und seine Frau Lyse dem Junggrafen Johann von Nassau-Saarbrücken-Weilburg († 1480), der seinem in Geldnot geratenen Vater Philipp II. von Nassau-Weilburg beistehen wollte, für 1200 Gulden eine kündbare Rente von 60 Gulden auf das Amt Gleiberg, 1466 wurde er „Heimlicher“ des Landgrafen Heinrich III. von Hessen, 1470 auf Antrag von Junggraf Johann von Nassau-Saarbrücken-Weilburg vom Hofgericht Rottweil in die Acht gestellt
1. Johann von Weitershausen (* um 1462; † 1515/30)[28][83][84] zu Merzhausen, ⚭ Katharina von Dörnberg († 1515), Tochter des Marschalls Hans von Dörnberg d. Ä.; die Brüder Johann, Philipp und Engelbrecht von Weitershausen wurden 1490 von Landgraf Wilhelm III. von Hessen wie ihr Großvater Engelbrecht von Rückershausen und ihr verstorbener Vater Thomas von Weitershausen mit einem Drittel an Schloss Merzhausen, mit fünf Gulden Geld aus der Kellnerei Nidda und vier Gulden Geld aus der Erbgült im Dorf Berstadt als Burg- und Erblehen, mit einem Hof vor dem Dorf Zella und mit dem ganzen Zehnten zu Ascherode belehnt,[85] 1494 wurden Johann und seine Brüder und Vettern (Neffen) Engelbrecht, Johann und Gerhart von Weitershausen von Graf Ludwig I. von Nassau-Weilburg-Saarbrücken mit der Rente über 60 Gulden aus dem Amt Gleiberg (Gliperg) belehnt,[59] 1515 gehörten die Eheleute zu den Verkäufern des von Johannes von Dörnberg ererbten Zehnten zu Fauerbach bei Friedberg an Heinrich von Vilbel († 1534) und seine Ehefrau Margarete[86]
  1. Wilhelm von Weitershausen zu Merzhausen (* um 1488)
  2. Apel (Apollonia) von Weitershausen zu Merzhausen (* um 1491; † um 1535/37), ⚭ vor 1525 Ebert (Eberhard) Wolfskehl († kurz vor 1554), Baumeister zu Vetzberg, nassauischer Amtmann zu Greifenstein und dann zu Beilstein, erhielt 6 Gulden aus der weitershausenschen Rente zu Gleiberg (⚭ II. 1537 Sophia Riedesel von Bellersheim († 1565))
    1. (aus I.) Sittich Wolfskehl
    2. Margaretha Wolfskehl, 1554 Nonne im Kloster Walsdorf
    3. Merge (Maria) Wolfskehl
    4. Anna (Enchin) Wolfskehl, 1554 unverheiratet

  3. Sittig (Ernst Sittich) von Weitershausen zu Merzhausen (* um 1502; † 1580/81),[84][5] erhielt 1530 und in den Folgejahren von Graf Philipp III. von Nassau-Weilburg-Saarbrücken eine Rente über 18 Gulden aus dem Amt Gleiberg (30 % der ursprünglichen Jahressumme), die er 1542 und 1548 an Johann von Schwalbach verkaufte,[87] 1551/52 wegen Totschlags eines Dieners in Allendorf gefangen gehalten,[88] ⚭ Lysa[89] (Elisabeth) von Breidenbach[90] († nach 1580), Sittich von Weitershausen tötete erneut zwei Menschen, 1561 Mordprozess gegen ihn und seine Ehefrau, er wurde von Landgraf Philipp I. von Hessen mit lebenslangem Arrest in der Gemarkung Merzhausen und dem Verbot des Waffentragens bestraft,[91] 1572 wegen der Aufnahme von Täufern in Merzhausen bestraft,[92] verkaufte 1572 zusammen mit seinem Großneffen Georg von Weitershausen den Marburger Burgsitz der Familie an Landgraf Philipp I. von Hessen,[5] betrieb 1580 die Ehescheidung von seiner Ehefrau Leysa (Elisabeth), geborene von Breidenbach[93]
    1. (aus ⚭) Anna von Weitershausen (* um 1535; † vor 1592), ⚭ nach 1564 Hans Schade († vor 1592) zu Speckswinkel
    2. Elisabeth von Weitershausen (* um 1537)
    3. N. (Tochter) von Weitershausen (* um 1539/41; † nach 1573), x 1573 Christoph Gleim, reisiger Knecht aus Unterhaun[94]
    4. (aus x) Hans von Weitershausen (* um 1543; † 1574), ermordet auf offenem Feld vor Merzhausen[95]
2. Philipp von Weitershausen (* um 1463; † 1490/92)[28] zu Merzhausen, ⚭ 1488 Anna von Kinzenbach (Kuntzenpach) († nach 1507; ⚭ II. Friedrich von Gons (Göns, Gonß) († nach 1507)), Tochter des Philipp von Kintzenbach († 1494); Anna prozessierte 1507–09 gegen ihren Schwager Johann von Weytershausen auf Herausgabe ihrer väterlichen Erbschaft[96]
  1. Gerhard von Weitershausen († 1516/30)[28] zu Merzhausen, 1494 noch unmündig, mit Sitz und Gadem (sesse und das gaden) seines Großvaters Philipp von Kinzenbach zu Kleinlinden (Lyndis) als Mannlehen belehnt,[97] ⚭ Anna Scheuernschloss (⚭ II. Melchior von Schwalbach († 1533/34); † 1565/66)
    1. Friedrich von Weitershausen (* um 1515; † 1541/45),[98] quittierte 1541 über 15 Gulden aus der Kellerei Gleiberg, ⚭ 1539 Gertrud von Urff († nach 1561), Tochter des Georg von Urff († 1545/51) und der Sabine von Löwenstein genannt Romrod
      1. Georg (Jorge) von Weitershausen d. Ä. (* 1539/45; † 1609) zu Merzhausen, verkaufte 1572 zusammen mit seinem Großonkel Sittich von Weitershausen den Marburger Burgsitz der Familie an Landgraf Philipp I. von Hessen,[5] Grabplatte heute in der Friedhofskapelle Merzhausen,[99] ⚭ I. 1564 Johanna von Dernbach (Dermbach) genannt Grauel, Tochter des Petrus von Dernbach, Amtmann zu Rockenstuhl, ⚭ II. 1560 Clara Clauer zu Wohra; Georg von Weitershausen verkaufte 1580 zusammen mit seinem Cousin Melchior von Schwalbach halbe Höfe in Herbornseelbach und Bicken an Pfarrer Philipp Steuermeister in Kirchvers
        1. Georg von Weitershausen d. J. (* um 1564);[100]
      siehe weiter → Weitershausen zur Niedling – B.
        2. Helwig von Weitershausen (* um 1575; † 1627) zu Merzhausen, 1610 Mitvormund seines Neffen N. von Klauer, 1614 Teilnehmer der Hochzeit von Otto von Hessen-Kassel (1594–1617), Koadjutor des Stiftes Hersfeld, und Katharina Ursula von Baden-Durlach (1593–1615),[101] Grabplatte heute in der Friedhofskapelle Merzhausen,[102] ⚭ 1599 Dorothea Schwertzell zu Willingshausen
          1. Bernhard von Weitershausen († nach 1672), ⚭ 1642 Margaretha Johanna von Stockheim († 1692); dieser Familienzweig trat um 1680 zum Katholizismus über und diente geistlichen Reichsständen[103][104]
            1. Johann Helwig von Weitershausen († nach 1689), Kammerjunker, Würzburger Hofrat, später fuldischer Amtmann zu Hammelburg, ⚭ 1689 Philippina Maria Christina von Harstall, Tochter von Johann Reinhard von Harstall zu Dierdorf und Elisabetha von Schade
              1. Johann Bernhard von Weitershausen (* 1690; † nach 1750) zu Merzhausen und Volkerode, 1743 kurmainzischer Hofrat und Amtmann zu Fritzlar und Naumburg, ⚭ 1711 Johanna Antonetta von Riedt genannt Kettig von Bassenheim (* 1687), Tochter von Georg Anton von Ried, seit 1693 genannt Kettig von Bassenheim, und Johanna Maria von der Heese († 1697)[105]
                1. Maria Philippina von Weitershausen (* 1712)
                2. Maria Franziska Dorothea von Weitershausen (1713–1717)
                3. Maria Eleonora Louise von Weitershausen (* 1714), ⚭ 1732 Ludwig Wilhelm von Harstall, kurmainzischer Grenadierhauptmann
                4. Christiana von Weitershausen (* 1716)
                5. Maria Franziska Friederica von Weitershausen (* 1717)
                6. Johann Philipp Friedrich Wilhelm von Weitershausen (1719–1788), 1736 (de Weitershausen) immatrikuliert an der Adolphs-Universität Fulda, 1751 in Mergentheim in den Deutschen Orden aufgenommen, um 1759 kurpfälzischer Hauptmann „unter Nassau-Weilburg“, 1765 Tryßler-, Bau- und Küchenmeister in Esslingen,[106] 1768 in Mergentheim, 1770 bis 1784 Komtur des Deutschen Hauses zu Frankfurt (Kommende Sachsenhausen),[107] 1785 wegen Schulden und Lebenswandel als Komtur der Deutschordenskommende Gangkofen suspendiert[108]
                7. Philipp Carl (Carl Philipp) Wilhelm von Weitershausen (* 1721; † 1781), 1738 (Philippus Car. Wilh. perill. de Weitershausen) und 1739 (perill. d. Carolus Philippus Wilhelmus de Weitershausen) pro biennio immatrikuliert an der Adolphs-Universität Fulda, 1743 Kapitular in Fritzlar, 1760 Oberkämmerer
                8. Franz Philipp von Weitershausen (* um 1720/25; † 1799), 1754 Kapitular, später Dechant und Oberstiftsbaumeister in Fritzlar
                9. Franz Anton Melchior Maria von Weitershausen (*/† 1723)
                10. Franz Ludwig von Weitershausen (* um 1725; † nach 1804), 1744 (de Weitershausen Franciscus Ludovicus), 1745 (l. b. de Weitershausen Franc. Ludov. Philippus) und 1746 (perill. d. Franc. Ludovicus Philippus l. b. de Weitershausen) immatrikuliert an der Adolphs-Universität Fulda, Erb- und Gerichtsherr zu Merzhausen, vor 1760 bis 1797 kurfürstlich mainzischer Hofrat und Oberamtmann in Amöneburg sowie Amtmann zu Fritzlar und Naumburg, 1803, 1804 kurhessischer Oberamtmann von Amöneburg[109]
                11. Franz Adolf von Weitershausen (*/† 1726)
                12. Franz Ludwig Rudolph von Weitershausen (* 1729)

              2. Anna Maria Katherina von Weitershausen († 1730), Grabmal in der Franziskaner-Minoritenkirche Würzburg, ⚭ 1712 Christoph Heinrich von Eyb († 1740), würzburgischer Geheimer und Kriegsrat, Generalfeldmarschall-Lieutenant, Obrist über ein Regiment zu Fuß

            2. Ernst Damian von Weitershausen (Weidershausen) († nach 1711), fürstbischöflich bambergischer Kammerjunker und Geheimrat, erwarb 1682 Mittlerweilersbach und 1696 Oberweilersbach, 1695 Oberschultheiß und Stadtrichter in Bamberg, 1708 Pfleger auf der Giechburg bei Scheßlitz, ⚭ Anna Catharina von Poelnitz, Tochter von Hieronymus Christoph von Pölnitz († 1697), seit 1661 zu Hundshaupten, bambergischer Rat, Oberkämmerer und Oberamtmann zu Burgebrach und Schönbrunn
              1. Philipp von Weitershausen (* um 1692; † 1719)
              2. Karl Marquard Christoph von Weitershausen († 1748), 1716 kurfürstlich mainzischer Kämmerer und fürstbischöflich bambergischer Geheimrat und Oberamtmann zu Marloffstein, ⚭ Karoline (Carolina) von Bibra († 1776) zu Adelsdorf[110]
                1. Freiherr Philipp Ludwig von Weitershausen (* 1727; † 1795) aus Marloffstein, holländischer Offizier, seit 1761 brandenburgischer Landeshauptmann in Hof, Förderer von Jean Paul,[111] seit 1787 Geheimrat und Gouverneur (Regierungsdirektor) in Bayreuth, Förderer des Stebener Bades, Herausgeber des Höfer Intelligenz-Blatts, ⚭ Christiane Wilhelmine von Lyncker († nach 1795)[112]
                  1. Friedrich von Weitershausen († 1836),[112] preußischer Major
                  2. Carl Alexander von Weitershausen († 1807),[112] kämpfte 1777 bis 1783 als Second-Lieutenant in der Bayreuther Kompanie des Majors Friedrich Ernst Carl von Beust (1734–1799) im Infanterie-Regiment Friedrich August Valentin Voit von Salzburg auf englischer Seite im Amerikanischen Unabhängigkeitskrieg,[113] 1782 Brandenburg-Ansbacher und -Kulmbacher Hofjuncker und Premier Lieutenant, 1795 preußischer Rittmeister, ⚭ Henriette Caroline Sibille von Carlowitz (* 1760), Tochter von Georg Karl von Carlowitz und Karoline Eleonore Friederike von Ende

              3. Marie Louise Charlotte von Weitershausen, ⚭ Franz Christoph Anton von Murach
                1. Franz Anton Christoph von Murach, Kommandant der Festung Ehrenbreitstein

            3. Anna Dorothe von Weitershausen († um 1688) zu Merzhausen, ⚭ Wilhelm Adolf von Callenberg († 1699) auf Rothwesten und Wettesingen[114]
              1. Charlotte von Callenberg (* um 1666)
              2. Anna Sidonia von Callenberg (* um 1669), beide Töchter wurden Mitglieder der „Buttlarschen Rotte“[115]

        3. Elisabetha von Weitershausen, ⚭ Melchior von und zu Lehrbach[116]

    2. Katharine von Weitershausen († nach 1577),[98][117] ⚭ Johann von Schwalbach d. Ä. († kurz vor 1572), Burgmann zu Gießen; er erwarb 1542 und 1548 von seinem „Schwager“ Sittich von Weitershausen zu Merzhausen Anteile an einer nassauischen Rente aus dem Amt Gleiberg[87]
      1. Konrad von Schwalbach
      2. Johann von Schwalbach d. J.
      3. Melchior von Schwalbach, 1572 noch unmündig, ⚭ 1580 Agnes Clauer, Tochter des Johann Clauer und der Margarethe von Urff
3. Engelbrecht von Weitershausen (* um 1466; † nach 1494) zu Merzhausen,[28] 1494 mit einem Anteil an einer nassauischen Rente aus dem Amt Gleiberg belehnt[59]
4. Georg von Weitershausen (* um 1469; † wohl vor 1494)
5. Ermel (Irmgard) von Weitershausen (* um 1472; † nach 1527), Nonne, wurde 1527 bei ihrem Austritt aus dem Kloster Immichenhain abgefunden[118]
6. Gertrud von Weitershausen (* um 1475; † nach 1527), Nonne, wurde 1527 bei ihrem Austritt aus dem Kloster Immichenhain abgefunden[118]

Der von Helwig von Weitershausen (* um 1575; † 1627) zu Merzhausen abstammende Familienzweig erlosch mit dem preußischen Major Friedrich von Weitershausen († 1836).

#### Weitershausen genannt Richwin zu Bromberg
Anschluss → siehe oben.
Richwin von Weitershausen (* um 1465; † 1512/24), ⚭ I. Agathe von Utzlingen, ⚭ II. N. von Utzlingen, 1498 württembergischer Diener am Hof, 1508, 1511, 1512 herzoglich württembergischer und landgräflich hessischer Forstmeister auf dem Stromberg, 1511 im Lehnsbesitz der Burg Bromberg
1. (aus ⚭ I.) Ulrich von Weitershausen (* um 1495; † 1560), 1534 württembergischer Forstmeister zu Zwiefalten, 1537 bis 1543 Diener „von Haus aus“, 1543 bis 1552 Forstmeister und Keller in Neuenstadt am Kocher, 1552 bis 1560 Forstmeister auf dem Stromberg, ⚭ Anna Lemlin († 1576), Doppel-Epitaph in der Pfarrkirche St. Georg in Hohenhaslach
  1. Bastian von Weitershausen genannt Riegwein (* um 1525/35; † 1587), Hofmarschall und Diplomat in Diensten der Landgrafschaft Hessen, des Herzogtums Württemberg und des Deutschen Ordens, ⚭ vor 1556 mit Marie Ursula von Talheim († 1587), gewährte auf Bitten seiner Frau Täufern Schutz auf seinen Besitzungen;[120] er und sein Bruder Eberhard verkauften 1581 ihre hessischen Güter an Caspar Schutzbar genannt Milchling und gaben die alten Kirchenpatronate (ius praesentandi) der Familie in Elnhausen, Weitershausen und Buchenau auf,[121]
  2. Maria Elisabeth von Weitershausen (* um 1530; † 1582), 1568 in das evangelische freiadelige Damenstift Oberstenfeld aufgenommen, von 1579 bis zu ihrem Tod dessen Äbtissin, Epitaph in der Stiftskirche.[122] Ihre Nachfolgerin wurde Christina von Schwalbach († 1588), Enkelin von Gernand von Schwalbach und Mechtildis von Wittershausen[123]
  3. Katharina von Weitershausen (* 1535; † zwischen 1609 und 1624), 1541 als 6-Jährige Eintritt in das freiadelige Frauenstift Frauenalb,[124] 1549 Novizin, wurde nach dem Rücktritt der Sabina Schenk von Winterstetten Priorin, als nur es nur fünf Konventualinnen im Kloster gab,[125] gestorben im Kloster Lichtenthal[126]
  4. Paula von Weitershausen (* 1539; † 1609), von 1574 bis 1598 letzte Äbtissin des freiadeligen Frauenstiftes Frauenalb vor seiner Aufhebung durch die Markgrafschaft Baden-Durlach, die mit verfallener Klosterzucht begründet wurde
  5. Eberhard von Weitershausen[127] genannt Richwein (* um 1540; † 1609), zu Bromberg und Schatthausen, 1558 Domherr in Speyer, lebte im Konkubinat, 1571 resigniert,[128] besaß 1575 im Kondominium mit Württemberg die Herrschaft Altburg,[129] ⚭ 1588 (II.?) Anna Maria von Lammersheim († nach 1627; ⚭ II. Johann Andreas von Brand zum Leuzenhof), Inhaber des oberen Brombergs, vermutlich Schwenckfeldianer[130][131]
    1. (aus x oder ⚭ I.?) Hans Ulrich von Weitershausen (* 1580/85; † 1604), 1599 als „Johannes Vlricus a Weitershausen Würtenbergicus“ immatrikuliert in Tübingen, als Hofjunker[132] bei einem Raufhandel mit Johann von Remchingen in Stuttgart tödlich verunglückt,[133] er hatte gerade für seine bevorstehende Hochzeit 12.000 Gulden bei Isaak zur güldenen Rose in Frankfurt am Main aufgenommen,[134] Leichenpredigt von Hofprediger Erasmus Grüninger (* 1566; † 1632/33),[135][136]
    2. Heinrich Philipp von Weitershausen († 1654), 1622 mit dem „Schlößlein“ Bromberg belehnt, verkaufte die Lehen Altburg und Weltenschwann an den württembergischen Rat Benjamin von Bouwinghausen-Wallmerode (1571–1635)[137] und 1650 mit seinen Schwestern den weitershausenschen Anteil an der Burg Bromberg für 5200 Gulden an Ursula von Schemberg geb. Zollikofer,
    3. Dorothea Ursula von Weitershausen († um 1666), ⚭ I. 1628 Hieronymus Christag (Christay) von Walderstein (Wallerstein), ⚭ II. um 1641 Benedikt Alexander von Courvay („Dorothea Ursula Caroin“), ⚭ III. 1660 N. Vick von Reval
    4. Anna Rosina von Weitershausen († 1623), nahm 1608 als „Edle Jungfraw (…) in der Statt allhie“ mit ihren Eltern an der Beisetzung von Herzog Friedrich I. von Württemberg in Stuttgart teil,[138] ⚭ um 1613 den badischen Hauptmann in Pforzheim Joachim von Carpzov zu „Alt Misseloh“ (Altwiesloch), der 2109 Gulden Heiratsgut erhielt[139] und seine Frau, mit der er fünf Kinder hatte, 1623 im ostfriesischen Jemgum wegen Ehebruchs enthaupten ließ[140]
    5. Sibilla von Weitershausen († um 1666), ⚭ I. Hans Albrecht von Witzleben (⚭ I. Anna Barbara von Bibra (1587–1618); † um 1663)[141] zu Bönnigheim und Freudental, 1617 bis 1627 Forstmeister auf dem Stromberg, ⚭ II. 1663 in Hüffenhardt Abraham Gerner von Lilienstein († nach 1677) zu Wollenberg

  6. Maria Agatha von Weitershausen († 1602), ⚭ 1563 Bernhard III. von Sternfels (* um 1545; † 1598) zu Kürnbach;[142] Allianzwappen von 1589 am Kürnbacher Schloss, Renaissance-Grabmal in der Michaelskirche zu Kürnbach, kinderlos verstorben.[143]
2. (vielleicht) Agathe von Wyttershausen († nach 1527), Nonne im Kloster Frauensee, 1527 vertrieben und abgefunden
3. (aus ⚭ II.) Margaretha von Weitershausen (1511–1549), ⚭ Reinhart von Stammheim (1509–1546)

#### Weitershausen zur Niedling
A. Anschluss→ siehe oben.
Johann von Weitershausen (* um 1578; † 1607), ⚭ 1593 Barbara Elsner
1. Johann Heinrich von Weitershausen (* um 1604)
2. Johann Conrad von Weitershausen (* 1606; † 1671), ⚭ I. Anna Elisabeth von Noding, ⚭ II. 1664 Eva Margaretha von Padberg († nach 1674)
  1. Johann Christoph von Weitershausen (* um 1645)
  2. Georg Bernhard von Weitershausen (* 1647; † 1687), 1662 konfirmiert, trat 1670 in wittgensteinische Militärdienste, 1680 bis etwa 1684/85 Besitzer der Kalbsburg bei Fritzlar, ⚭ (1661?) Maria Dorothea Margarethe von Gilsa († nach 1691);[144] seine Witwe verkaufte Güter bei Josbach (darunter den Hof Niedlingen und den Niedlingswald) an den Obristleutnant Johann Dietrich von Steinhof und den Kirchhainer Schultheißen Johann Jakob Krug[145] sowie den Zehnten zu Emsdorf an den Obristen von Hornberg[144]
    1. Johann Conrad von Weitershausen (* um 1687; † nach 1722),[146] ⚭ 1717 Eva Margaretha von Hanstein (* um 1692) zu Oberurff, Tochter von Bernhard Heinrich von Hanstein
      1. Otto von Weitershausen (* 1714)
      2. Heinrich Ernst Wilhelm von Weitershausen (* 1720)
      3. Johann Ludwig Franz von Weitershausen (* um 1723; † 1784), trat aus landgräflichen in kurmainzische Dienste und konvertierte zum Katholizismus, ⚭ 1750 Theresia von Reiss genannt Haberkorn, Besitzerin des Gutes Klein-Steinheim
        1. Georg Joseph Heinrich von Weitershausen (* 1753; † 1822), kurmainzischer Hauptmann, ⚭ Caroline von Schwartz
          1. Karl von Weitershausen (1789–1815), als nassauischer Offizier gefallen in Waterloo
          2. Heinrich Joseph von Weitershausen (1792–1863), großherzoglich hessischer Generalleutnant, ⚭ 1816 Elisabeth Hoch (1798–1874) aus Mainz; Vorfahren von Gila von Weitershausen (* 1944)
          3. Nanette von Weitershausen (* 1796)
          4. Johanna von Weitershausen (* 1799)

        2. Bernhard von Weitershausen (* 1756; † 1822)

      4. Friederike Charlotte von Weitershausen (* 1729)

    2. (vermutlich) Bernhard von Weitershausen († nach 1695) zu Niedling,[147]

  3. Gerhard von Weitershausen (* 1650; † nach 1702),[144] Besitz in Josbach, erwarb 1679 von Jost Philipp von Meysenbug aus Züschen die Kalbsburg, Vormund der Kinder seines Bruders Georg Bernhard von Weitershausen;
    1. Regina Elisabeth von Weitershausen (* 1675)
    2. Marie Elisabeth von Weitershausen († nach 1715), ⚭ Johann Bernhard von Wurmb (1659–1715) auf Ober-Mörla, kurmainzischer Hauptmann
    3. Anna Dorothea von Weitershausen (* 1685), ⚭ N. von Imperta

B. Anschluss → siehe oben.
Georg von Weitershausen (* um 1564; † nach 1603)
1. Bernhard von Weitershausen (* um 1604?; † nach 1631),[100] ⚭ N. von Bardleben
  1. Johann Philipp von Weitershausen (* um 1632?), ⚭ N. von Hanxleden

Der Familienzweig führte bis 1699 das Prädikat „zur Niedling“ (heute: Niedlingsmühle) von einem Familiengut zwischen Halsdorf und Josbach bei Rauschenberg. Mit dem Besitz des Hofes Niedling war 1/4 des Kirchenpatronats zu Josbach verbunden.

### Weitere Familienmitglieder (nicht eingeordnet)
- Henricus de Weitershausen, 1298, 1299 Domherr und Kapitular am Fritzlarer Dom[148]
- Philipp von Wittershausen († 1420/22), Sohn des Craft, wurde 1420 als Nachfolger des Otto von Falkenberg Domherr in Mainz, ihm folgte Philipp Scheurenschloß (Schurenslosz), Sohn des Friedrich[149]
- Dorothea von Wittershausen, ⚭ Hans von Meysenbug (Meisenburg) († nach 1430) aus Lichtenau
- Georg von Weitershausen, 1464 Komtur des Deutschen Ordens in Marburg, Wappenschild in der Elisabethkirche
- Elisabeth von Wyttershusen (Witershusen), 1459 Priorin[150] und 1468, 1469 Mater des Augustinerinnenstiftes Hilwartshausen und Subpriorin von Kloster Ahnaberg
- Senandt von Wytershausen († 1505), durch den Landkomtur Dietrich von Cleen 1493 in den Deutschen Orden aufgenommen, Ordensbruder in der Kommende Griefstedt
- Georg von Weitershausen († um 1527), ab 1511 Propst der Frauenklöster Frauensee (bis 1527) und Cornberg (bis 1522; resigniert), 1514 mit Unterstützung der hessischen Regentin Anna von Mecklenburg zum Dechanten von Kloster Hersfeld gewählt,[151] ab 1522 Probst der Benediktinerpropstei Sankt Peter auf dem Hersfelder Petersberg[152]
- Friedrich Karl von Weitershausen (* um 1734; † 1777), Kapitän des Grenadierbataillons Georg Emanuel von Lengerke im Regiment Wilhelm zu Innhausen und Knyphausen, tödlich verwundet im Gefecht bei der Brücke von New Brunswick
- Christian Carl von Weitershausen († 1801), 1762, 1770 Oberforstmeister zu Leonberg, 1774 bis 1798 Oberforstmeister zu Freudenstadt und Schiltach, auf eigenen Wunsch entlassen, Kammerherr, Geheimrat und Obristjägermeister zu Stuttgart, gestorben in Sulz am Neckar

### Wappen
Blasonierung: In Schwarz und Silber fünfmal schräglinks geteilt, so dass der obere schwarze und der untere silberne Teil größer ist als die mittleren Teile.
Ein fast gleiches Wappen, im linken Obereck begleitet von einem silbernen, sechszackigen Stern, führten die Döring von Elmshausen. Die Döring und die Weitershausen sind vermutlich stammverwandt; sie teilten sich lange das Kirchenpatronat in Elnhausen und in Buchenau. Die Hälfte der Vogtei über die Gemeinde Weitershausen war (1419, 1481) ein fuldisches Lehen der Döring.

## Wäppener von Weitershausen mit den gekreuzten Lilienstäben
Das Gericht Reizberg um Niederweimar war spätestens seit Anfang des 15. Jahrhunderts ein ungeteiltes nassauisches (merenbergisches) Lehen der Schenck zu Schweinsberg, der Vögte zu Fronhausen und der von Weitershausen. Durch Verpfändung und Verkauf fielen 1469 bzw. 1480 die Anteile der von Weitershausen an die Schenck zu Schweinsberg. Den Kirchsatz in Wolfshausen nahmen die von Weitershausen seit einem Vertrag von 1334 zwischen „Otto et Henricus armigeri fratres dicti (= Wäppner, Brüder, genannt) de Witirshusen“ und dem Deutschen Haus in Marburg abwechselnd mit dem Deutschen Orden wahr.

### Stammliste
(wahrscheinlich) Heinrich (I.) von Weitershausen († nach 1279), Ritter, 1279 Zeuge des Bündnisses zwischen den Schenken von Schweinsberg und Heinrich I. von Hessen
1. Gumprecht I. von Weitershausen († 1313), ⚭ vor 1298 Grete (Margaretha) Schenk zu Schweinsberg[161] (⚭ II. vor 1335 Wigand von Sichertshausen;[162] † nach 1335); Grete verkaufte 1335 mit Zustimmung ihrer Kinder Rechte in Damshausen (Teymeshusen) und Weitershausen[162]
  1. Otto I. von Weitershausen (Wytirshusen) († nach 1362),[162][163][164] übergab – vermutlich noch minderjährig - zusammen mit seiner Mutter 1313 dem Kloster Caldern Güter in Damshausen, bekundete 1339 mit drei Genossen und Konrad von Trimberg den Abschluss einer Sühne betreffend Markel von Selbold-Büdingen,[165] 1347 Besitzer eines Hofs in Wolfshausen, 1358 Burgmann in Kirchhain, ⚭ vor 1335 Berlayc (Berlovg)[162] († nach 1347),[166] wahrscheinlich eine Tochter des Ritters Ludwig (IV.) [Vogt] von Marburg (* vor 1274; † 1337/41) genannt Vogt von Fronhausen[167]
    1. Gisela (Gisle) von Weitershausen († nach 1359)[164]
    2. Grete von Weitershausen († nach 1359)[164]
    3. Gumpert von Weitershausen (Gumpracht, Gunpracht von Wytirshusen) (* vor 1330, † 1386/1414),[163][164][168] Edelknecht, im Juli 1364 Helfer des Philipp VI. von Falkenstein in einer Fehde gegen Ulrich III. von Hanau
      1. Heinrich (IV.) von Weitershausen d. Ä. († nach 1395),[169] Wäppner
        1. Heinrich (V.) von Weitershausen (Wyterßhuyßen) d. J./d. Ä. (* vor 1390, † 1466/67), Edelknecht; Heinrich (V.) von Weitershausen „der Junge“ war Schwager des Johann von Weitershausen zur Badenburg bzw. „Johann von Badenburg“ († nach 1449); er einigte sich 1427 über strittige Güter in Ober-Hörgern mit dem Kloster Arnsburg,[170] Heinrich von Wythershusen war Gefangener des Grafes Reinhard II. von Hanau, erhielt bis Weihnachten 1435 Urlaub auf Ehrenwort,[171] Heinrich von Weitershausen und Frau verkauften 1459 einen Anteil an Welshausen (Wüstung bei Großen-Buseck), seine Erben wurden 1467 von den Mitgerichtsherren des Reizbergs verklagt und verloren das Lehen.[172]
          1. Otto (III.) von Weitershausen († 1469/80), im Gefängnis des Landgrafen Heinrich III. von Hessen, schwor 1455 bei seiner Entlassung Urfehde,[173] verpfändete 1469 seine Besitzungen, Einkünfte und Rechte in den Gerichten zu Lohra für 500 Gulden rheinisch an Wolf und Volpert Schenck zu Schweinsberg
          2. Heinrich (VI.) von Weitershausen (Wyterßhuyßen) d. J. († 1461/67), schloss 1455 und 1461 Vergleiche mit seinem Vater Heinrich d. Ä. über Güter und Rechte in Rodenwalgern, Kehna, Wolfshausen, im Busecker Tal, im Londorfer Grund und Climbach,[174] „Vetter“ des Philipp von Kinzenbach, 1459 bis 1460 Burgmann Graf Johanns I. von Nassau-Beilstein in Beilstein, ⚭ vor 1460 Anna N. († nach 1460)
            1. Wilhelm von Weitershausen († nach 1503), verkaufte 1480 die ihm gehörigen Anteile am Reizberg (Reutzsperge) an die Schenken von Staufenberg,[175] 1482 in Meiningen bzw. im Amt Maßfeld gefangen, auf Ehrenwort freigelassen, hielt sich 1485 in Göttingen auf, schwur 1487 Urfehde,[176] 1495/96 Reisiger der Stadt Frankfurt am Main,[177] verkaufte 1502 seinen erblichen Anteil an der mainzischen Pfandschaft Welshausen an die Antoniter zu Grünberg und seinen Anteil an Hattenrod, 1503 einen Zinsanteil zu Reimershausen,[178] 1502 von Graf Ludwig von Nassau-Weilburg-Saarbrücken mit einem Anteil am Gericht im Reizberg belehnt,[179] ⚭ vor 1493 Eva N.

        2. Philippa (Fyle) von Weitershausen († nach 1459), Vorfahrin von Johann Wolfgang von Goethe, ⚭ I. Ludwig von Storndorf († vor 1459), ⚭ II. Heinemann Knoblauch († vor 1471)

      2. (unsicher) Otte (II.) von Weitershausen (Witirshusen) († nach 1405), von Graf Philipp I. zu Nassau-Saarbrücken-Weilburg mit 1/4 des Gerichts zum Reizberg (zu dem Reuczberge) von der Herrschaft Merenberg belehnt[156]

    4. Heinrich III. von Weitershausen (Heinricus von Wytirshusen) († 1359/67)[163][164]
    5. Hildegard von Weitershausen († nach 1359)[164]
    6. Zarta (Zarte) von Weitershausen (Wytirshusen) († nach 1379),[164] Kanonisse im Stift Wetter[180]

  2. Heinrich II. von Weitershausen († nach 1359),[162][164] 1348 Knappe von dem Wappen
  3. Gisela (Gisle) von Weitershausen († nach 1335)[162]
  4. Guda von Weitershausen († 1313/35), Nonne im Kloster Caldern; sie war eine „Base“ der Katherina Weifenbach aus Biedenkopf[181]

### Weitere Familienmitglieder
- Ruprecht von Weitershausen († um 1479), 1475 bis 1479 landgräflicher Schultheiß zu Niederweimar, ⚭ Demut N. († nach 1494)

### Wappen
Dieser Zweig der Familie Weitershausen führte zwei gekreuzte Lilienstäbe (Lilienzepter) im Wappen. Das Siegel des Gumpert von Weitershausen (Witirshusen) zeigt 1386 zwei aufwärts geschrägte, in halben Mauerankern endende Stäbe.

## Kalb von Weitershausen
Es ist nicht eindeutig geklärt, ob die Kalb von Weitershausen mit den Weitershausen stammverwandt sind, sie führten aber teilweise den Namen „von Weitershausen“ auch ohne den Zusatz „Kalb“. Das Wappenbild ist dem der Weitershausen mit den gekreuzten Lilienstäben sehr ähnlich bzw. mit ihm identisch. Die Kalb von Weitershausen besaßen einen Burgsitz in Marburg, den später sogenannten „Rabenauer Hof“ (1647 zerstört) an der Ritterstraße 20 beim Kalbstor, für dessen Bewachung die Familie verantwortlich war.

### Stammliste
N. genannt Kalb von Weitershausen
1. N. genannt Kalb von Weitershausen[184]
  1. Hermann genannt Kalb von Weitershausen (lateinisch Vitulus de Witirshusen) († nach 1291),[184][185][186][187] Ritter, 1260, 1263 erwähnt, gehört 1279, 1286 der Marburger Burgmannschaft an, verkaufte 1281 mit Zustimmung seiner Ehefrau Güter in Gontershausen an das Kloster Haina,[188] eppsteinischer Lehensträger[189]
  2. Wigand Kalb († nach 1279)[184][190]
  3. Ludwig I. Kalb (Kalph, Vitulus) von Weitershausen († 1306/09),[186][187] Ritter, 1279 Burgmann zu Marburg, „Lodewicus miles dictus (= Ritter genannt) Vitulus“ überließ 1294 seine lehnbaren Güter in Schroufe (Schreufa) mit Zustimmung von Graf Gottfried VI. von Ziegenhain und seiner Frau Mechthild von Hessen dem Deutschen Orden,[191] er tauschte 1295 ziegenhainische Lehen in Dankmarshausen mit Helmrich von Baumbach gegen Besitz in Ichtershausen,[192] 1301 war er Helfer des Mainzer Erzbischofs Gerhard II. von Eppstein gegen den Herzog von Braunschweig und Ulrich I. von Hanau und versprach die Auslösung der ihm verpfändeten Schauenburg jederzeit zuzulassen,[193] 1302 landgräflicher Amtmann zu Biedenkopf, trug seine Güter zu Altenstadt an der Nidder 1306 Ulrich II. von Hanau zu Lehen auf,[194] ⚭ Elisabeth N. (Hund von Holzhausen?)
    1. Ludwig II. Kalb (* vor 1275; † 1327),[195][194][196] immatrikulierte sich 1293 als „Ludewicus Vitulus de Marburg“ in Bologna, 1290, 1307, 1319 Kanoniker in Fritzlar, 1313 Zeuge eines Acker-Verkaufs an den Deutschen Orden in Marburg
    2. Otto Kalb († vor 1306), Ritter, ⚭ N. N.
      1. Alheidis Kalb († nach 1327)[196]

    3. (unsicher) Heinrich II. Kalb († nach 1327),[196] Ritter
    4. Margarethe (Grete) Kalb († nach 1327),[196][197] ⚭ I. Konrad von Giflitz († vor 1319), ⚭ II. nach 1319 Eckebrecht von Grifte, Amtmann zu Kassel
    5. Elisabeth Kalb von Weitershausen († nach 1317) aus Wäldershausen, ⚭ Reinhard I. von Dalwigk († nach 1349),[194] 1322 im Pfandbesitz der Schauenburg (⚭ II. Elisabeth Diede zum Fürstenstein)
    6. N. (Guta, Jutta?) Kalb von Weitershausen († nach 1306), ⚭ Eberhard Schenk zu Schweinsberg (* 1306; † 1316/17 oder 1333)[194]
    7. Mechtild [Kalb] von Weitershausen († nach 1306), ⚭ Johann II. von Falkenberg (⚭ II. Mechtilde von Grafschaft; † nach 1344)[194]
    8. Alheidis Kalb von Weitershausen († nach 1306), ⚭ Adelung von Breidenbach († nach 1306)[194]

  4. Volpertus Vitulus (Kalb) († nach 1294)[187][198]
  5. Heinrich I. (Henricus) Kalb (Kalf) de Witershusen († nach 1324), anwesend bei der hessischen Landesteilung von 1282 unter König Adolf von Nassau, die er 1324 bezeugte,[199] 1290 hessischer Schultheiß in Rotenburg an der Fulda,[200] 1309 Zeuge beim Erbvergleich zwischen Landgraf Otto I. von Hessen und seinen Schwestern Sophie, der Witwe Ottos I. von Waldeck,[201] und Mechtild, der Witwe Gottfrieds VI. von Ziegenhain[202]
2. Giselbert I. Kalb, ⚭ N. von Heuchelheim, Tochter des Adolf von Heuchelheim, 1270, 1273 Burgmann zu Gießen.[203]
  1. Burkard I. Kalb († nach 1348),[204][184] Edelknecht, 1317, 1348 Burgmann in Gießen, ⚭ vor 1330 Kunigunde N. († nach 1339)[204]
    1. Burkard II. Kalb († vor 1341),[204] 1292 Priester, Stiftsvikar in Wetzlar
    2. Giselbert (Gilbrecht) III. genannt Kalb († 1339)[204]
    3. Albrecht (Elbracht) Kalb († nach 1362),[205][204] Wepelin (Edelknecht) zu Gießen

  2. Giselbert II. genannt (dictus) Kalb (Vitulus) († 1330),[184][204] 1288 Burgmann auf Kalsmunt, 1294 Ritter in Gießen, verkaufte 1294 Renten zu Langgöns an Eckhard von Buseck, ⚭ Stephania N. († 1330)[204]
    1. N. Kalb, ⚭ Senand von Buseck, 1290, 1332 Ritter zu Gießen

  3. Albert Kalb († 1348),[204] 1330 bis 1348 Priesterbruder des Deutschen Ordens in Marburg, brachte einen Hof in Heuchelheim in das Deutsche Haus ein
  4. Arnold genannt Kalb (Arnoldus dictus Vitulus) († nach 1285),[184] 1282 zu Langgöns (de Langengunse), trug 1285 seine Güter dem Kloster Arnsburg gegen eine Leibzucht auf
3. N. (Tochter) († nach 1322)

### Weitere Familienmitglieder
- Rudolf Kalb (Rodulfus dictus Kalp) († 1341), 1292 Deutschordensbruder in Marburg
- Elisabeth von Weitershausen († nach 1609) zu Wäldershausen, ⚭ Ludwig von Dalwigk-Schauenburg (1545–1602) zu Hoof, Oberamtmann am Diemelstrom

### Wappen
Das schildförmige Siegel des Ludwig Kalb von Weitershausen zeigt 1306 als Wappenbild eine Schere. Das runde Siegel des Ritters Heinrich Kalp 1327 zeigt im Schild – graphisch sehr ähnlich – zwei schräg übereinander gelegte Lilienstäbe. Das Siegel des Burgmanns Burchardus dictus (= genannt) Kalp zu Gießen führt 1330 einen dem Betrachter zugewandten Stierkopf.

## Kalb von Weitershausen genannt Schubel
Die Weitershausen genannt Schubel waren eine illegitime Nebenlinie der Schutzbar genannt Milchling. Es ist unklar, ob eine verwandtschaftliche Beziehung zu den Weitershausen besteht, aber teilweise wurde der Name „Weitershausen“ auch ohne den Zusatz „Schubel“ verwendet. Von den Schubel und den Kalb von Weitershausen scheint dasselbe Wappen geführt worden zu sein.

### Stammliste
N. (Tochter) von Weitershausen genannt Schubel x Ruprecht von Schutzbar genannt Milchling (⚭ Fye (Sophie) von Milchling; † nach 1355), 1344, 1355 Schultheiß in Rosenthal, Burgmann zu Battenberg
1. Volprecht [Kalb] von Weitershausen genannt Schobel (Schubel),[209] auch genannt Milchling († nach 1355), 1355 Wäppner und Burgmann zu Rosenthal, ⚭ um 1330/40 Irmgard von Anzefahr (* 1310/15) aus Hundem, 1349 wird Volprecht Schobil als Schwager des Gobel (Gottfried) genannt Stosser von Hundeme (* um 1292; † nach 1349) erwähnt
  1. N. [Kalb] von Weitershausen (* um 1350; † 1378/1400), aus Battenberg, ⚭ um 1370 Johann II. von Allendorf (* um 1360; † nach 1430), Schöffe in Frankenberg, 1388 Bürgermeister
  2. N. Schubel, ⚭ N. Huhn von Ellershausen, Tochter des Hermann Huhn von Ellershausen
    1. Heidenrich (Heiderich) Schubel genannt von Weitershausen († vor 1491), verkaufte Hermann Sperfletze 1451 für 18 gute rheinische Gulden die sog. Schubels-Wiese (Schubelswysin) unterhalb des Dorfes Waltersbrück,[210] hinterließ als Onkel und Vetter Dietrich Huhn zu Ellershausen und seiner Ehefrau Juliana sowie Johann von Roßdorf und seiner Ehefrau Anna Geleucht seine Güter im Löwensteiner Grund

  3. Volprecht von Weitershausen (Wychhausen) († nach 1342), Knappe von dem Wappen, ⚭ Fie (Sophie), verkauften ihren Hof zu Ammenhausen 1342 für bezahlte 62 Mark Pfennige an den Wäppner Eberhard Döring; unter den Verkaufszeugen war Volprecht Schobel, Sohn des Herrn Ruprecht Milchling[209]

## Wappengalerie

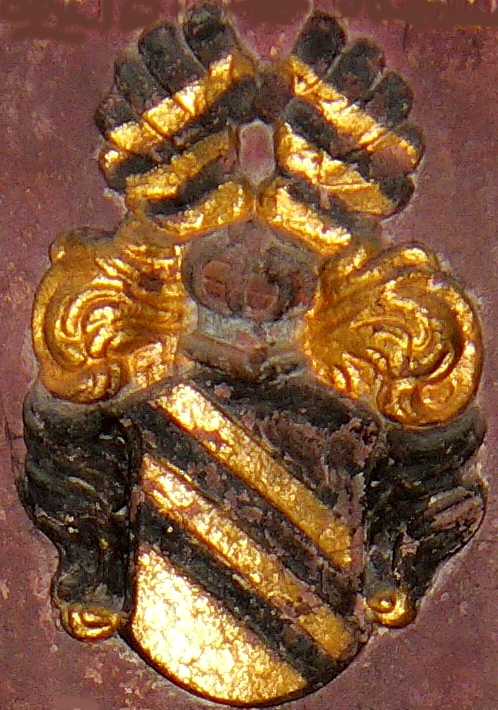
Wappen der Weitershausen auf dem Epitaph des Caspar Schutzbar († 1588) in Treis an der Lumda
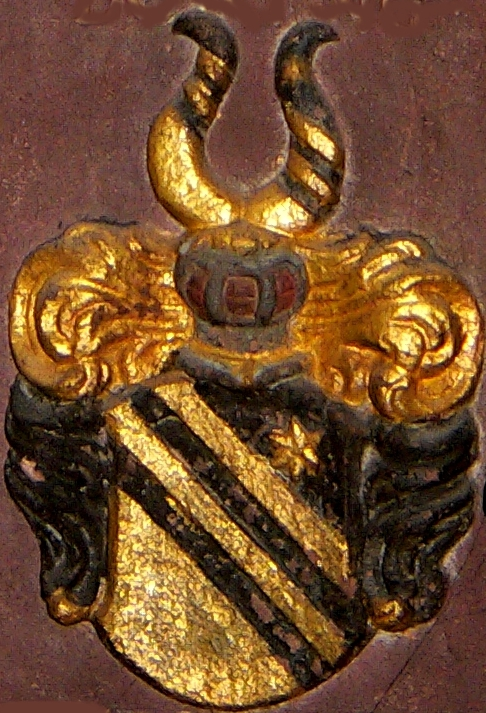
Wappen der Döring von Elmshausen, ebenda
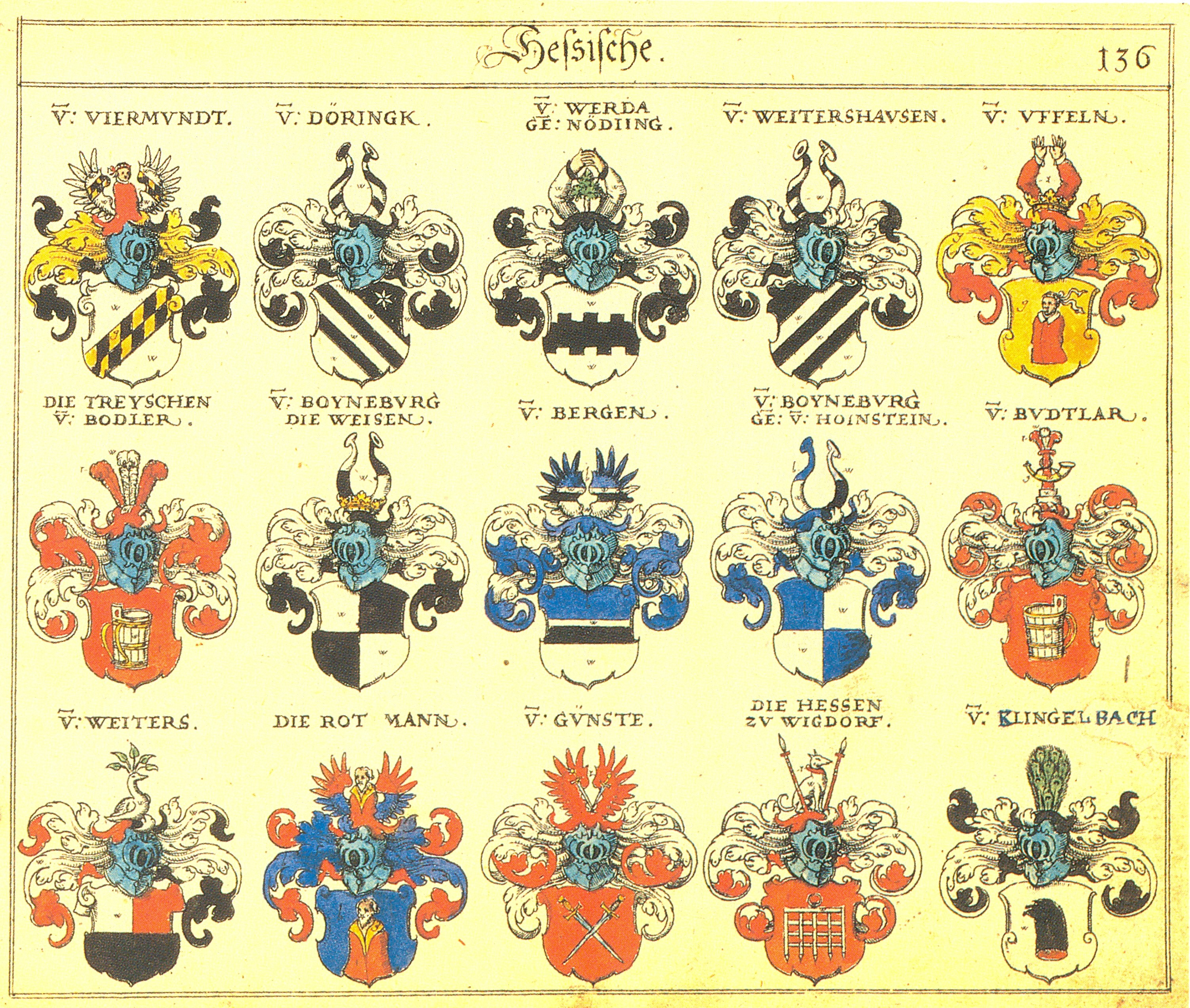
Wappen der wappenverwandten Döring von Elmshausen und der von Weitershausen in Johann Siebmachers Wappenbuch von 1605 bei der Ritterschaft in Hessen
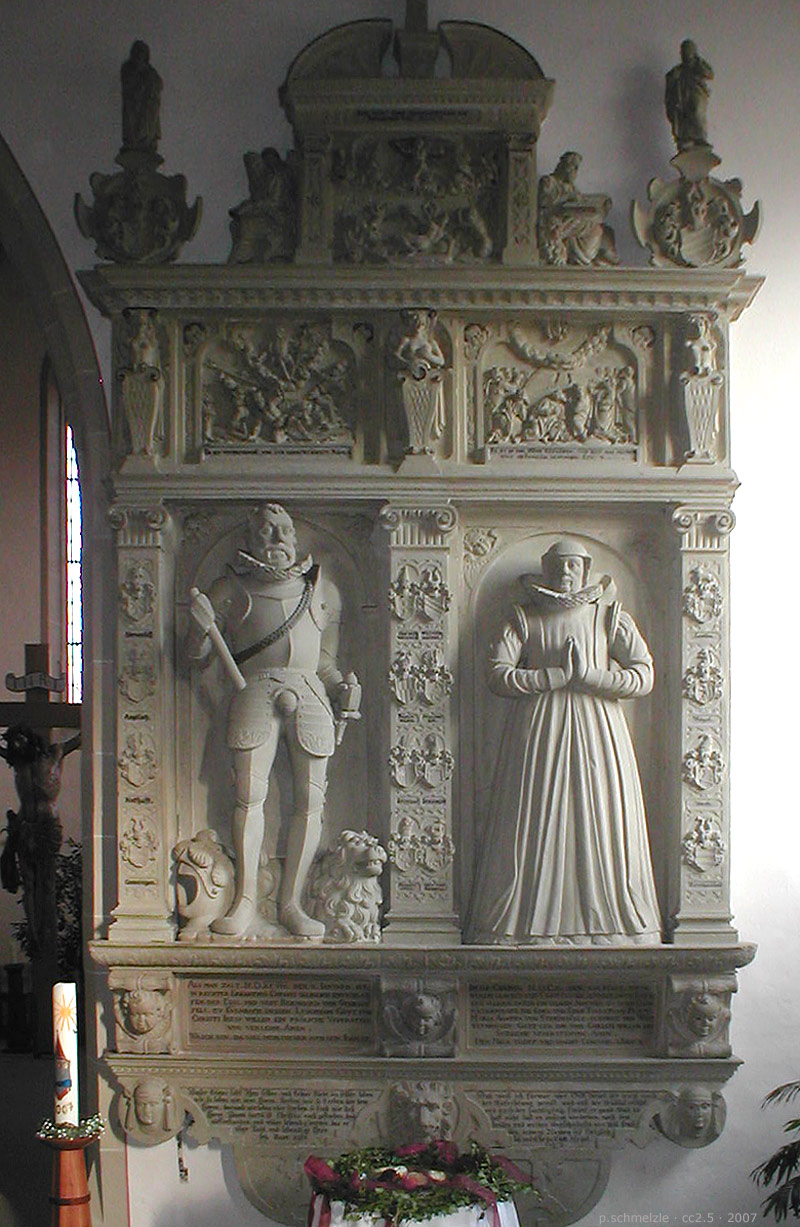
Grabmal der Maria Agathe von Weitershausen († 1601) in Kürnbach (mit Familienwappen)
Wappen von Elmshausen (Dautphetal)
Wappen von Weitershausen (Gladenbach)
Wappen von Bellnhausen (Gladenbach)